# Karol Dominik Przeździecki
Karol Dominik Przeździecki (ur. 1782 w Czarnym Ostrowie – zm. w kwietniu 1832 w Poznaniu) – polski arystokrata i pułkownik wojska polskiego.

## Życiorys
Od 1805 roku właściciel miasta i majątku Smorgonie. Walczył wraz z wojskami cesarza Napoleona Bonaparte podczas wyprawy na Rosję w 1812 roku jako dowódca 21 Pułku Piechoty Księstwa Warszawskiego i później 18 pułku ułanów. W 1813 roku otrzymał za zasługi francuską Legię Honorową. W 1816 roku powrócił do Smorgoń zajmując się rozwojem miejscowej gospodarki. 
Uczestniczył w powstaniu listopadowym w latach 1830-1831, w czasie którego na swój koszt utworzył Pułk Desperatów. Po upadku powstania rząd carski skonfiskował mu majątek, a sam Przeździecki musiał uciekać do będącego pod panowaniem pruskim Poznania, gdzie zmarł w 1832 roku.
Dwukrotnie żonaty. Pierwszą żoną była Anna Chrapowicka, córka Antoniego i Kazimiery z Burzyńskich. Po jej śmierci ożenił się z Kornelią Gorską, córką posła na Sejm Wielki Stanisława Augusta i Anny z Niemirowiczów-Szczyttów (córki pisarza skarbowego litewskiego Justyniana Niemirowicza-Szczytta).